# Nomen nudum
Nomen nudum е латинска фраза, използвана в таксономията (обикновено в зоологическата и ботаническата номенклатура), която буквално означава „голо име“.
Терминът се използва за обозначаване на наименование и изглежда точно като научното наименование на организмите. Името обаче не е официално признато за обозначаване на вида поради липсата на описание, а само обозначава съществуването му. Едва след като видът бъде описан, авторът му дава ново име, а nomen nudum отпада.